# Veronica arvensis
Veronica arvensis (nome scientifico Veronica arvensis L., 1753) è una pianta erbacea annua appartenente alla famiglia delle Plantaginaceae.

## Etimologia
Il nome generico (Veronica) deriva dal personaggio biblico Santa Veronica, la donna che ha dato a Gesù un panno per asciugare il suo volto mentre è sulla via del Calvario. Alcune macchie e segni sui petali della corolla di questo fiore sembrano assomigliare a quelli del sacro fazzoletto di Veronica. Per questo nome di pianta sono indicate altre etimologie come l'arabo "viru-niku", o altre derivate dal latino come "vera-icona" (immagine vera). L'epiteto specifico (arvensis) significa "dei campi".
Il nome scientifico della specie è stato definito da Linneo (1707 – 1778), conosciuto anche come Carl von Linné, biologo e scrittore svedese considerato il padre della moderna classificazione scientifica degli organismi viventi, nella pubblicazione "Species Plantarum - 1: 13" del 1753.

## Descrizione

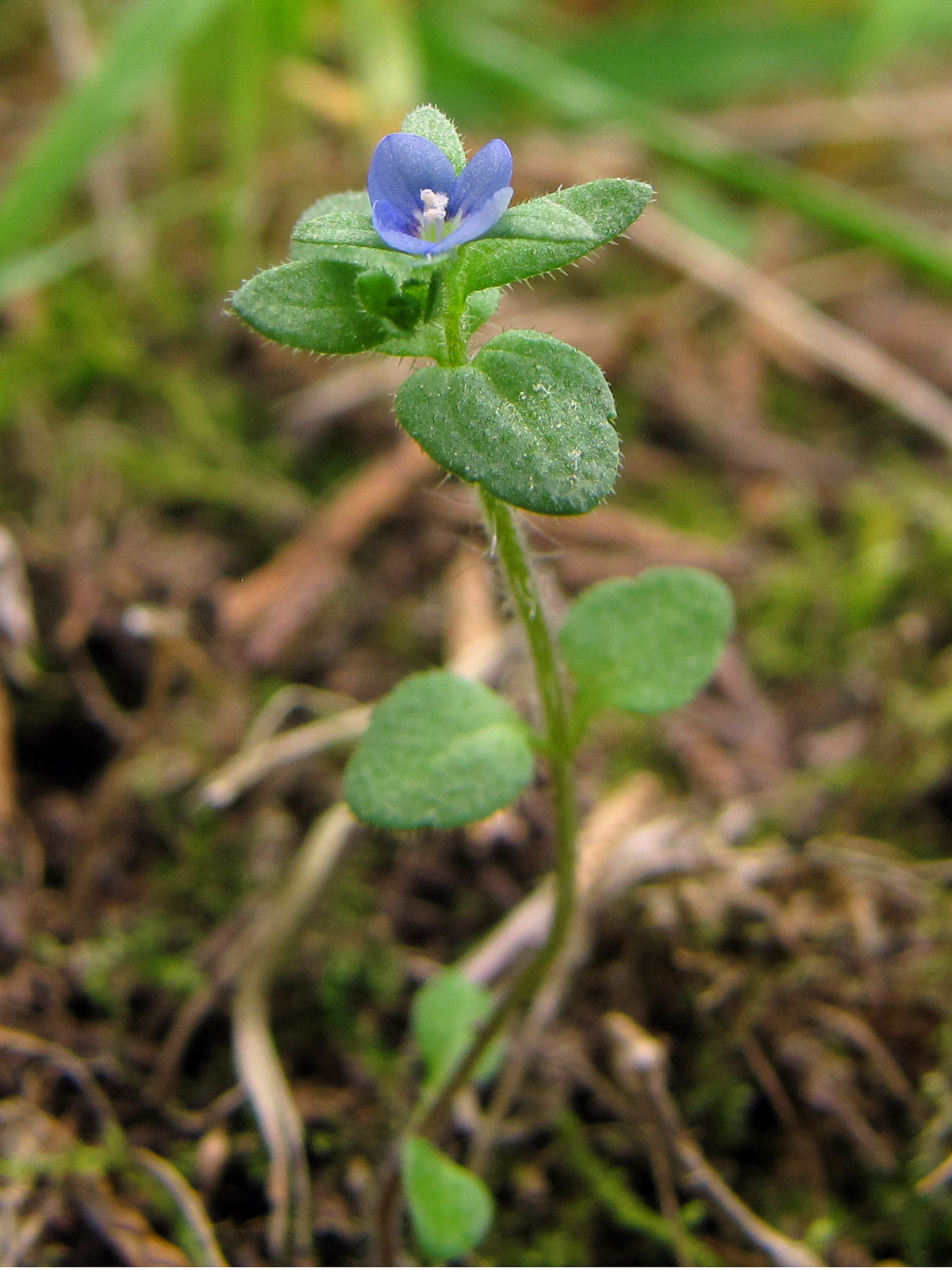
Il portamento

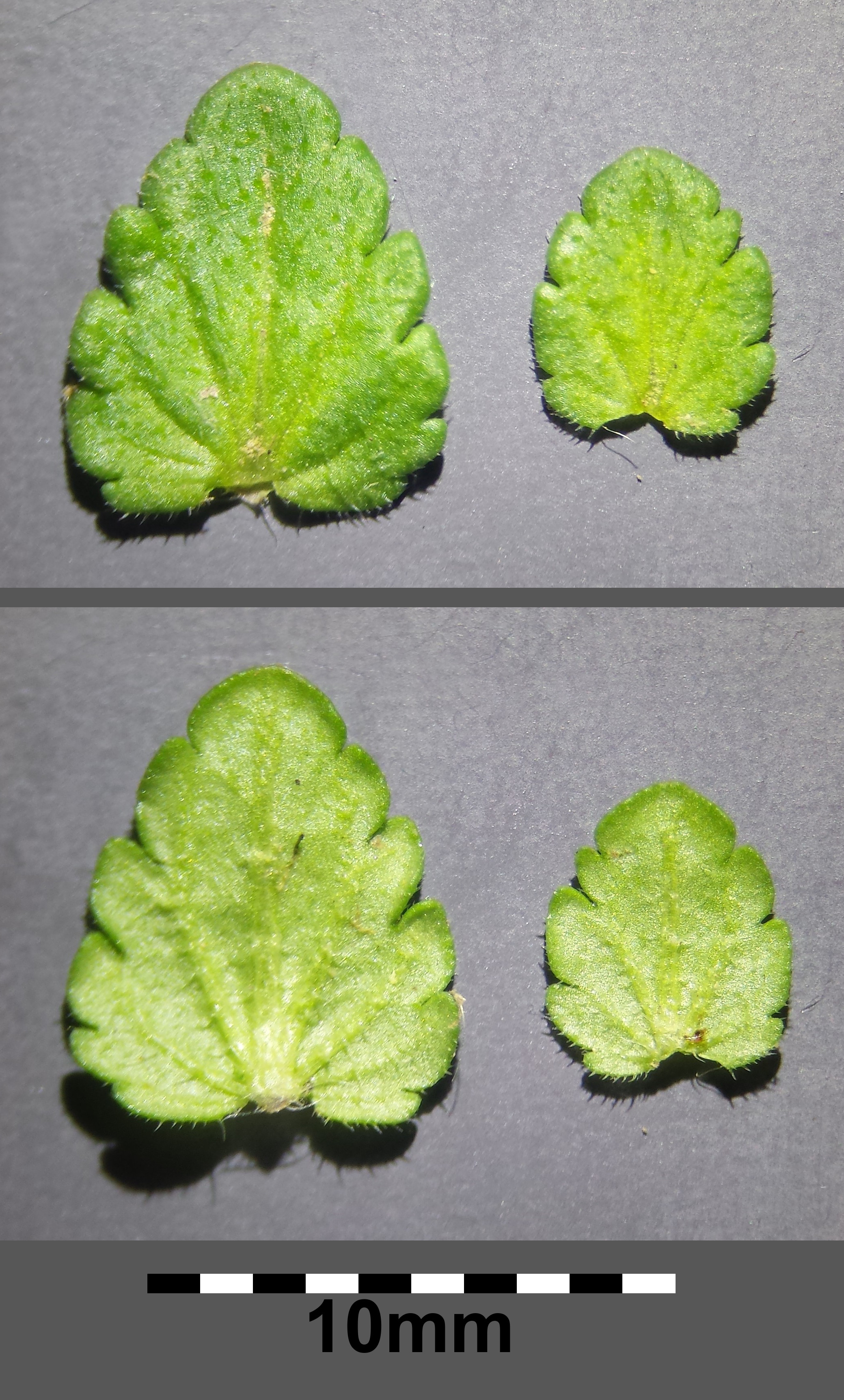
Le foglie

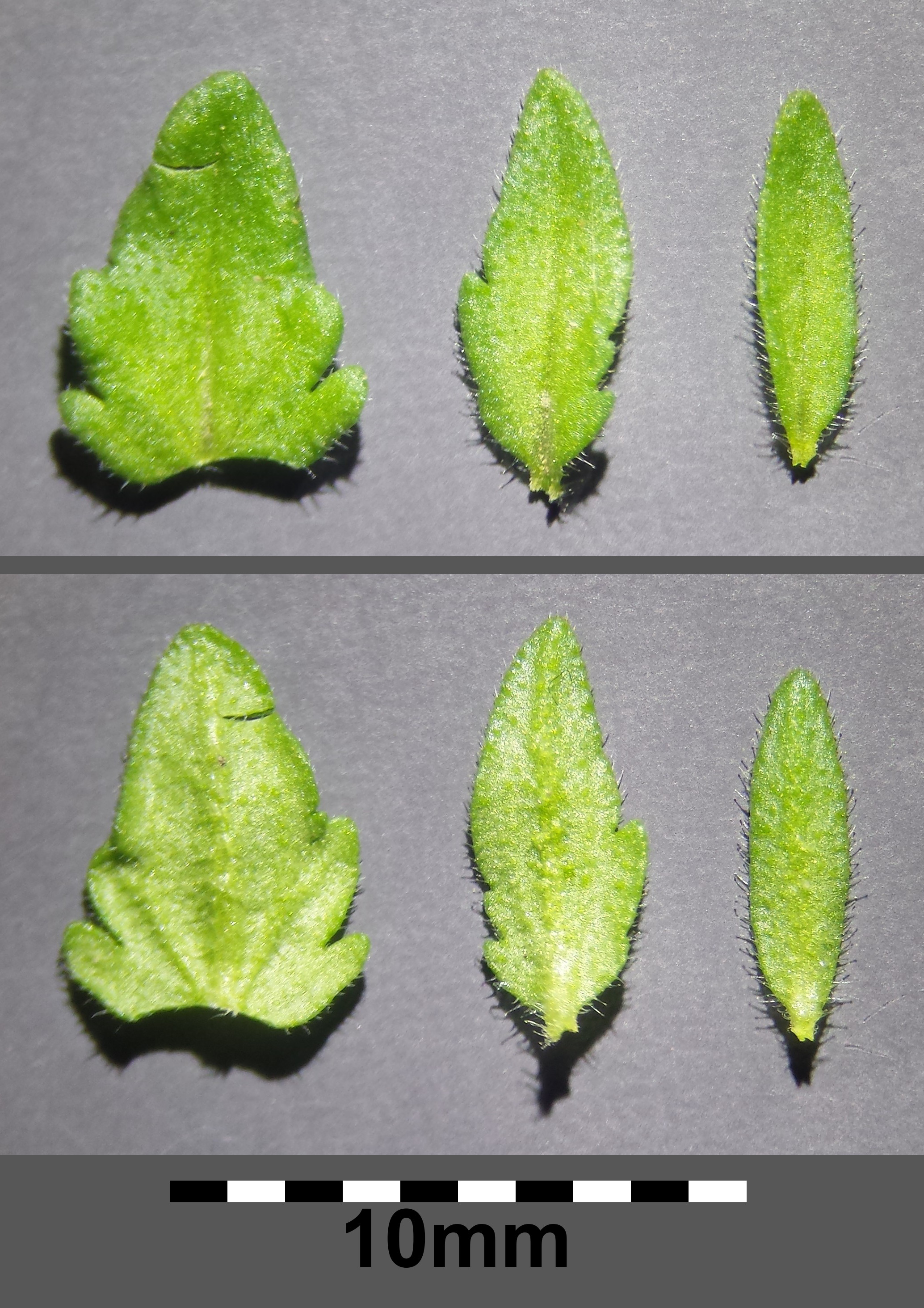
Le brattee

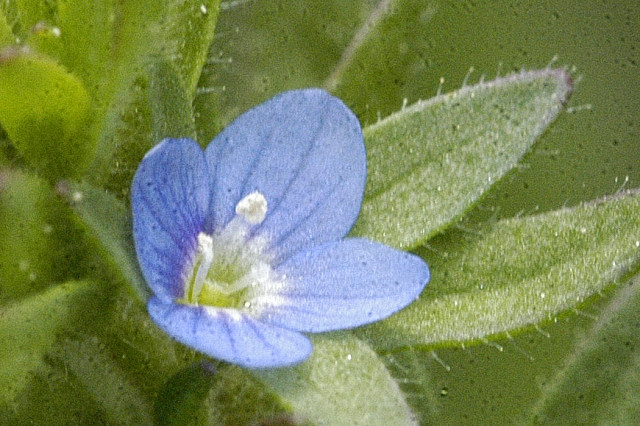
I fiori

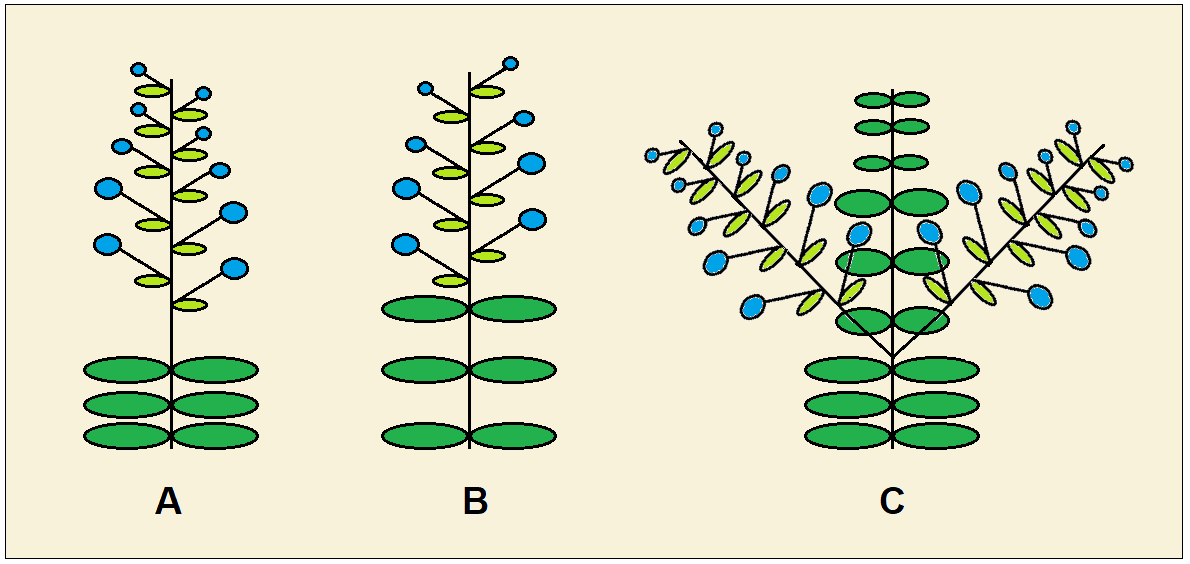
Racemi dell'infiorescenza: A) racemi terminali separati dalle foglie; B) racemi terminali non separati dalle foglie; C) racemi laterali

L'altezza di questa pianta varia tra 5 e 40 cm. La forma biologica è terofita scaposa (T scap), ossia in generale sono piante erbacee che differiscono dalle altre forme biologiche poiché, essendo annuali, superano la stagione avversa sotto forma di seme e sono munite di asse fiorale eretto e spesso privo di foglie. Tutta la pianta è pubescente e ghiandolosa.

### Radici
Le radici sono secondarie da rizoma.

### Fusto
La parte aerea del fusto è eretta, ascendente, semplice o ramificata alla base. La superficie è ricoperta da due linee di peli; i peli sono multicellulari bianchi e brevi, ma alcuni sono allungati sino 1,3 mm. I peli disposti in modo patente, sono semplici o ghiandolari.

### Foglie
Le foglie inferiori (quelle cauline) sono disposte in modo opposto ed hanno delle forme ovali con un breve picciolo (quelle superiori sono sessili); i bordi sono crenato-dentati. La superficie è percorsa da 3 - 5 venature. Dimensione delle foglie: larghezza 6 – 8 mm; lunghezza 7 – 14 mm.

### Infiorescenza
Le infiorescenze sono dei racemi terminali con circa 50 fiori al massimo. I racemi sono più o meno chiaramente separati dalla parte fogliare (tipo A - vedi figura). I fiori sono posizionati all'ascella di una brattea di tipo fogliaceo. Le brattee sono disposte in modo alterno e quelle inferiori hanno delle forme triangolari o lanceolate e scarsamente crenate, quelle superiori sono più strette, ellittiche e intere. I peduncoli dei fiori sono subnulli o minori di 2 mm.

### Fiore
I fiori sono ermafroditi e tetraciclici (composti da 4 verticilli: calice – corolla – androceo – gineceo), pentameri (calice e corolla divisi in cinque parti). Larghezza dei fiori: 3 – 4 mm.
- Formula fiorale:

X o * K (4-5), [C (4) o (2+3), A 2+2 o 2], G (2), capsula.
- Calice: il calice campanulato, gamosepalo e più o meno attinomorfo, è diviso in 4 profondi lobi lineari-lanceolati (il sepalo posteriore - il quinto - è mancante), con apice acuto. Dimensione del calice: 3 – 4 mm.
- Corolla: la corolla è gamopetala e debolmente zigomorfa con forme tubolari (il tubo è corto) e terminante in quattro larghi lobi con forme da orbicolari a oblunghe (il lobo superiore è leggermente più grande - due lobi fusi insieme, quello inferiore è più stretto); i lobi sono disposti in modo patente. La corolla è resupinata; i lobi sono appena embricati. Il colore della corolla è celeste.
- Androceo: gli stami sono due lunghi (gli altri tre sono abortiti) e sono più corti del tubo corollino. I filamenti sono adnati alla corolla. Le antere hanno due teche più o meno separate, uguali con forme arrotondate.
- Gineceo: il gineceo è bicarpellare (sincarpico - formato dall'unione di due carpelli connati). L'ovario (biloculare) è supero con forme ovoidi e compresso lateralmente. Gli ovuli per loculo sono da numerosi a pochi (1 - 2 per loculo), hanno un solo tegumento e sono tenuinucellati (con la nocella, stadio primordiale dell'ovulo, ridotta a poche cellule).[13] Lo stilo filiforme con stigma capitato e ottuso è lungo come l'insenatura della corolla. Il disco nettarifero è presente nella parte inferiore della corolla (sotto l'ovario). Lunghezza dello stilo: 0,5 – 1 mm.
- Fioritura: da marzo a giugno (settembre).

### Frutti
Il frutto è del tipo a capsula divisa fino a metà in due lobi e bordi acutamente smarginati con ciglia ghiandolari sulla carena (altrimenti è glabra). La forma è obcordata un poco appiattita con una insenatura poco profonda; la capsula in genere è più breve del calice. La deiscenza è loculicida. I semi, di colore giallastro, sono numerosi (10 - 20) con forme appiattite. Dimensione della capsula: 3 x 4 mm. Dimensione dei semi: 0,5 - 0,7 x 0,8  - 1,0 mm.

## Riproduzione
- Impollinazione: l'impollinazione avviene tramite insetti (impollinazione entomogama).
- Riproduzione: la fecondazione avviene fondamentalmente tramite l'impollinazione dei fiori (vedi sopra).
- Dispersione: i semi cadendo a terra (dopo essere stati trasportati per alcuni metri dal vento – disseminazione anemocora) sono successivamente dispersi soprattutto da insetti tipo formiche (disseminazione mirmecoria).

## Distribuzione e habitat

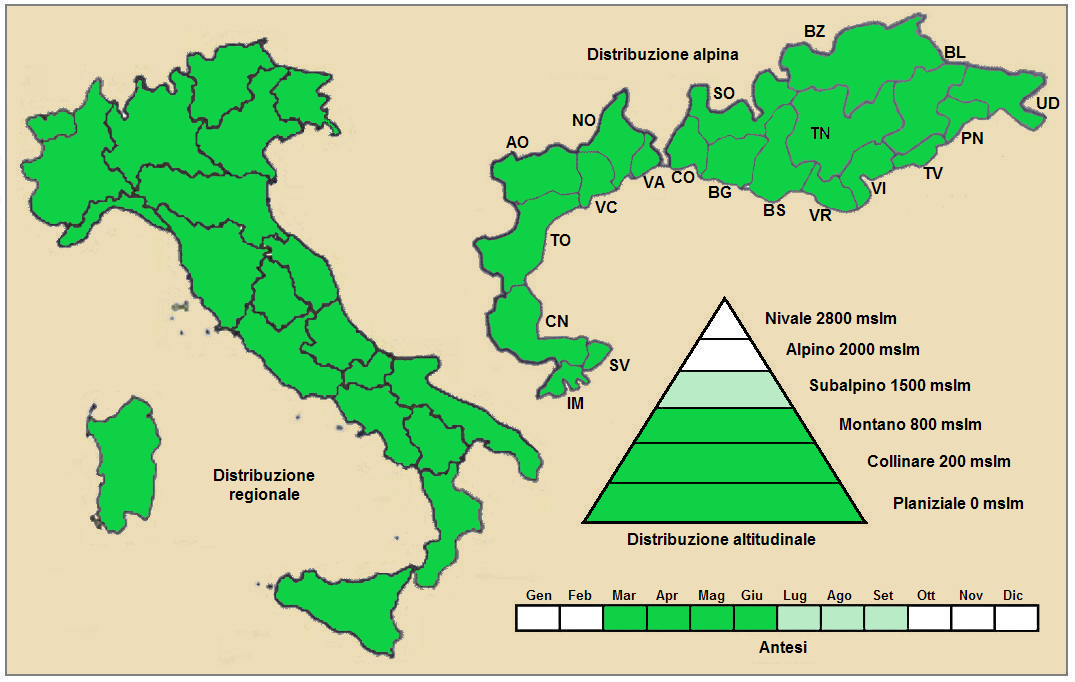
Distribuzione della pianta
(Distribuzione regionale – Distribuzione alpina)

- Geoelemento: il tipo corologico (area di origine) è Mediterraneo - Subcosmopolita.
- Distribuzione: in Italia è una specie comune e si trova su tutto il territorio. È presente ovunque anche nelle Alpi. Sugli altri rilievi europei collegati alle Alpi si trova nella Foresta Nera, Vosgi, Massiccio del Giura, Massiccio Centrale, Pirenei, Monti Balcani e Carpazi.[15] Nel resto dell'Europa e dell'areale del Mediterraneo questa specie è ovunque presente compresa l'Anatolia, l'Asia mediterranea e il Magreb.[16]
- Habitat: l'habitat tipico per questa pianta sono i prati aridi, i campi, gli orti e gli ambienti ruderali in genere. Il substrato preferito è calcareo ma anche siliceo con pH neutro, alti valori nutrizionali del terreno che deve essere secco.[15]
- Distribuzione altitudinale: sui rilievi queste piante si possono trovare fino a 2.000 m s.l.m.; frequentano quindi i seguenti piani vegetazionali: collinare, montano e in parte quello subalpino (oltre a quello planiziale – a livello del mare).

### Fitosociologia

#### Areale alpino
Dal punto di vista fitosociologico alpino Veronica arvensis appartiene alla seguente comunità vegetale:
- Formazione: delle comunità terofiche pioniere nitrofile

- Classe: Stellarienea mediae

#### Areale italiano
Per l'areale completo italiano Veronica arvensis appartiene alla seguente comunità vegetale:
- Macrotipologia: vegetazione erbacea sinantropica, ruderale e megaforbieti

- Classe: Polygono arenastri-poetea annuae Rivas-Martínez 1975 corr. Rivas-Martínez, Báscones, T.E. Diáz, Fernández-González & Loidi, 1991

- Ordine: Sagino apaetalae-polycarpetalia tetraphylli De Foucault, 2010

- Alleanza: Polycarpion tetraphylli RIVAS-MARTÍNEZ, 1975

Descrizione. L'alleanza Polycarpion tetraphylli è relativa a comunità formate da piccole specie terofite e emicriptofite prostrate e rosulate su suoli antropici. Possono essere presenti anche neofite reptanti di origine tropicale. Gli areali di competenza sono quelli del mediterraneo occidentale e centrale con diffusione termoatlantica. Queste comunità si mantengono a causa del disturbo dovuto al calpestio umano.
Specie presenti nell'associazione: Polycarpon tetraphyllum, Spergularia rubra, Trifolium suffocatum, Tillaea muscosa, Herniaria cinerea, Matricaria aurea, Sagina apetala, Crepis bursifolia, Amaranthus deflexus, Chamaesyce canescens, Chamaesyce maculata, Chamaesyce prostrata, Chamaesyce serpens, Matricaria aurea, Plantago coronopus, Oxalis corniculata.
Altre alleanze per questa specie sono:
- Sclerantho-Myosotidion incrassatae (macrotipologia: vegetazione delle praterie).
- Balloto nigrae-Robinion (macrotipologia: vegetazione forestale e preforestale).
- Scleranthion annui (macrotipologia: vegetazione erbacea sinantropica, ruderale e megaforbieti).
- Sclerantho-Myosotidion incrassatae (macrotipologia: vegetazione forestale e preforestale).

## Tassonomia
La famiglia di appartenenza (Plantaginaceae) è relativamente numerosa con un centinaio di generi. La classificazione tassonomica di questa specie è in via di definizione in quanto fino a poco tempo fa il suo genere apparteneva alla famiglia delle Scrophulariaceae (secondo la classificazione ormai classica di Cronquist), mentre ora con i nuovi sistemi di classificazione filogenetica (classificazione APG) è stata assegnata alla famiglia delle Plantaginaceae; anche i livelli superiori sono cambiati (vedi il box tassonomico iniziale). Questa pianta appartiene alla sottotribù Veroniciinae (tribù Veroniceae e sottofamiglia Digitalidoideae). Il genere Veronica è molto numeroso con oltre 250 specie a distribuzione cosmopolita.

### Filogenesi
La specie V. arvensis appartiene alla sezione (o sottogenere) Pocilla Dumort.. Questo gruppo è caratterizzato da un ciclo biologico annuo, dalle infiorescenze formate da racemi terminali con brattee ben distinte dalle foglie oppure i fiori sono isolati all'ascella di foglie normali (quindi le brattee non si distinguono dalle foglie), dal calice a 4 lobi e dai semi piani o incavati.
Secondo altre ricerche di tipo filogenetico più recenti (2011) la specie di questa voce è inserita nel subgen. Chamaedrys Griseb..
Il numero cromosomico di V. arvensis è: 2n = 16.

### Variabilità
Questa specie è variabile nella lunghezza del peduncolo (fino a 5 mm). Spesso questa entità viene denominata Veronica pseudoarvensis Tineo.

### Sinonimi
Questa entità ha avuto nel tempo diverse nomenclature. L'elenco seguente indica alcuni tra i sinonimi più frequenti:
- Agerella arvensis (L.) Fourr.
- Cardia arvensis  (L.) Dulac
- Veronica sartoriana  Boiss. & Heldr.

### Specie simili
Questa specie può essere confusa con la specie Veronica verna L. e la specie Veronica dilleni Crantz. Queste tre specie possono essere distinte dalla pubescenza della capsula:
- V. arvensis: tutta la capsula è glabra ad eccezione della carena.
- V. verna: la capsula è pubescente per peli non ghiandolari (i peli sono brevissimi); la pianta annerisce con il dissecamento.
- V. dileni: la capsula è pubescente per peli non ghiandolari (i peli sono brevissimi); la pianta rimane sempre più o meno verdastra.

## Altre notizie
La veronica dei campi in altre lingue è chiamata nei seguenti modi:
- (DE)  Feld Ehrenpreis
- (FR)  Véronique des champs
- (EN)  Wall Speedwell